# Batsman

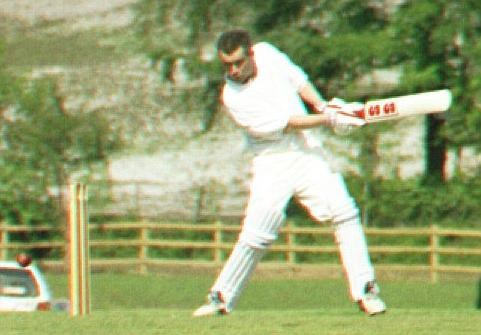

De batsman (meervoud: batsmen) is de slagman in het cricket.
In een cricketwedstrijd staan altijd twee batsmen tegelijkertijd in. De ene krijgt een bal toegebowld (gegooid). De batsman die de bal krijgt toegegooid kan in één keer 4 of 6 runs maken door de bal het veld uit te slaan. In dat geval is de andere batsman niet van belang.
Indien hij de bal niet het veld uitslaat, kunnen beide batsmen besluiten te gaan lopen. Ze moeten van zijde wisselen (kruisen) om 1 run te maken. Lopen ze nog een keer (dus weer terug), dan maken ze nog een run. Als 1 run wordt gelopen, krijgt de andere batsman ballen toe gebowld.
Aan het einde van de over wisselt de kant waarvandaan wordt gebowld, en wordt dus op de andere batsman gebowld. Als aan het einde van de over dus 1 run wordt gelopen, krijgt dezelfde batsman ballen toegebowld.